# Johann Baptist Stahl

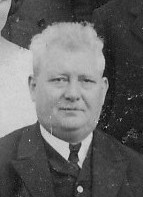
Johann Baptist Stahl, 1924

Johann Baptist Stahl (französisch Jean-Baptiste Stahl; * 20. Juni 1869 in Oberbetschdorf; † 31. Januar 1932 in Keuchingen) war ein elsässischer Porzellanbildhauer und Erfinder des Phanolith.

## Leben
Stahl war Sohn des Louis Stahl (* 1843) und Anna Maria Braun (* 1841). Er war ab 1896 mit Angela Bausch verheiratet. Stahl wuchs in der traditionellen elsässischen Töpferei der Familie auf. Seine Studien der Keramik und Bildhauerei führten ihn ins nahe gelegene Straßburg und nach Höhr-Grenzhausen. Mit seinen feinen Porzellanreliefs errang er einen Grand Prix auf der Weltausstellung 1900 in Paris.
Johann Baptist Stahl schuf sein Werk als Beschäftigter der Steingut- und Porzellanfabrik Villeroy & Boch in Mettlach. Er leitete dort die Zeichenschule und war Leiter der Werkstatt der Modelleure. Sein Sohn Hans (* 22. November 1898; † 13. Januar 1978) folgte ihm in dieser Position nach.

## Werk
Stahl schuf ein umfangreiches Werk keramischer Reliefkunst von etwa 300 Objekten. Ausgehend von ländlichen Themen und Darstellungen der griechischen Mythologie entwickelten sich seine Arbeiten zu eigenen Schöpfungen des Jugendstils. Seine weißen, transluzenten Figurenreliefs lassen den blauen oder grünlichen Porzellanuntergrund durchscheinen. Um die dreidimensionale Illusion zu verstärken, moduliert er diese Transparenz und erreicht hierdurch malerische Tiefenwirkung. Dunklere Bereiche des Reliefbildes erwecken den Eindruck von Schatten und eines in die Tiefe gehenden Hintergrunds. Andere Bereiche des Reliefs erscheinen in einem strahlenden Weiß, als ob die Szene von einem Licht beschienen würde. Diese einzigartige Verschmelzung von plastischem Reliefbild und malerisch-durchscheinendem Hintergrundbild erhielt die Bezeichnung Phanolith, durchscheinender Stein.
Johann Baptist Stahl erreicht hierin Meisterschaft als Porzellankünstler im sogenannten Pâte-sur-Pâte-Stil. Präzise Bleistift- und Tuschezeichnungen dienten Johann Baptist Stahl als Vorbereitung zu seinen Porzellanarbeiten. Von einigen seiner Objekte existieren kolorierte Werkstattsreinzeichnungen.
Sie wurden Ende des Zweiten Weltkrieges von seinem Enkel Erich Stahl (* 24. März 1931; † 10. Februar 2018) aus dem Schutt des Fabrikgebäudes von Villeroy & Boch gesichert.

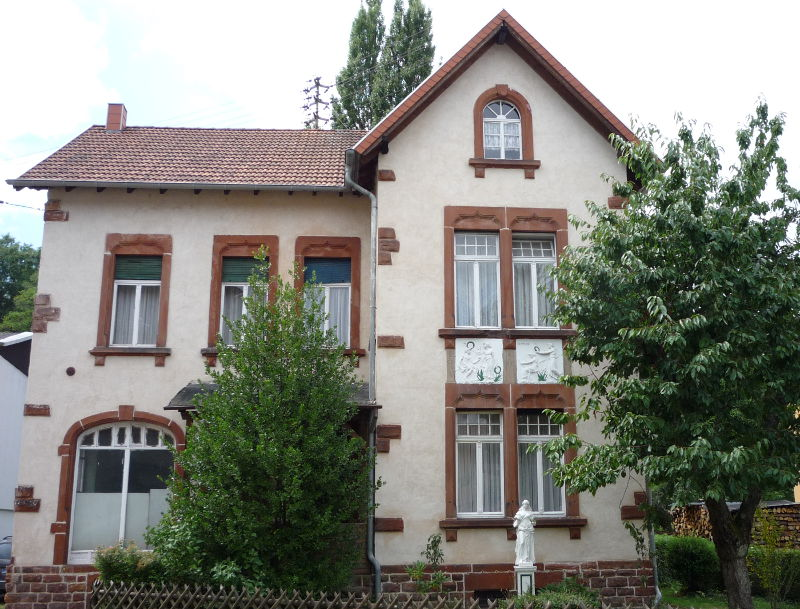
Sein ehemaliges Wohnhaus in Mettlach-Keuchingen mit vom Künstler selbst entworfenen und signierten Reliefplatten

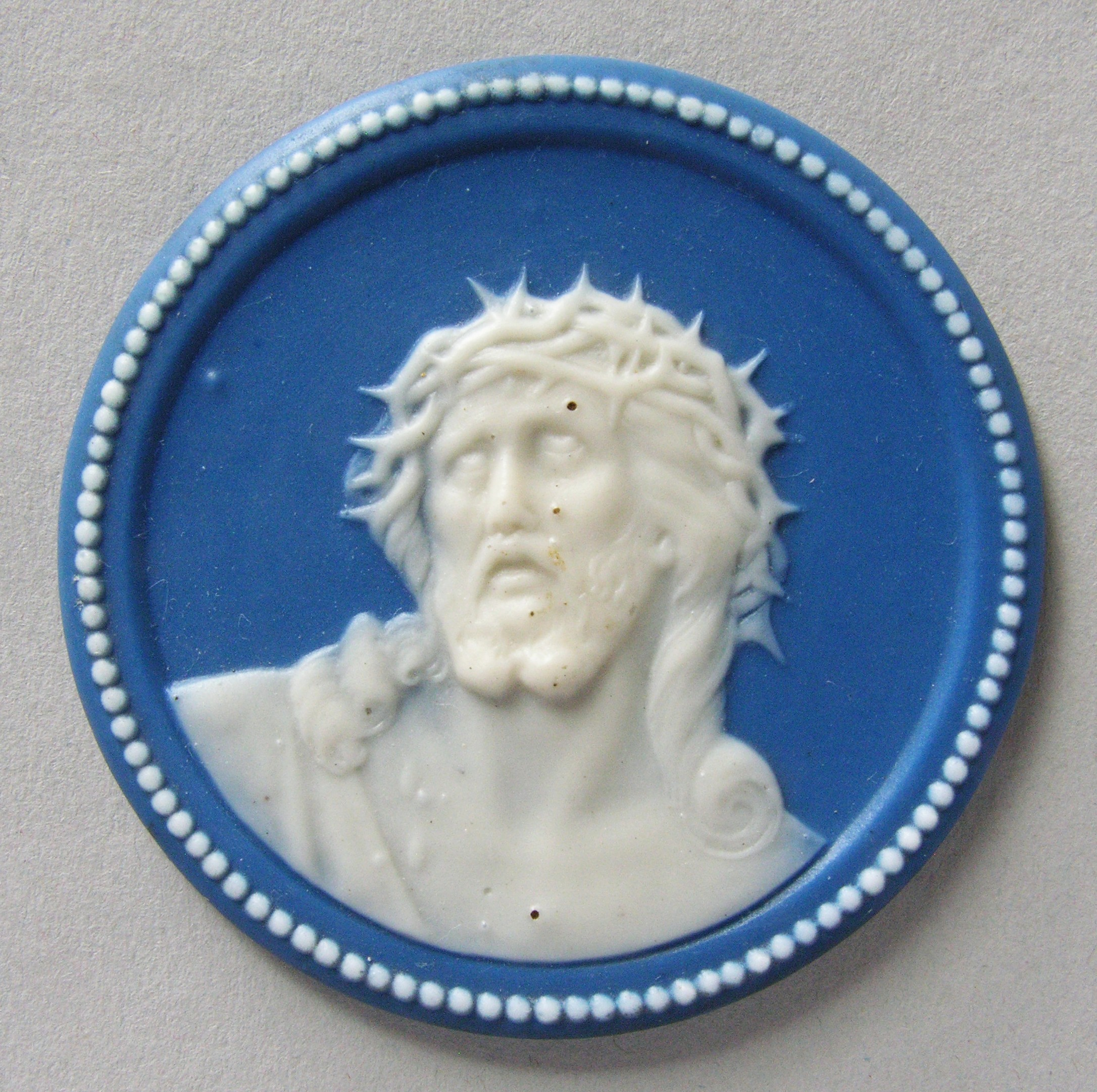
Phanolith aus der frühen Schaffensperiode
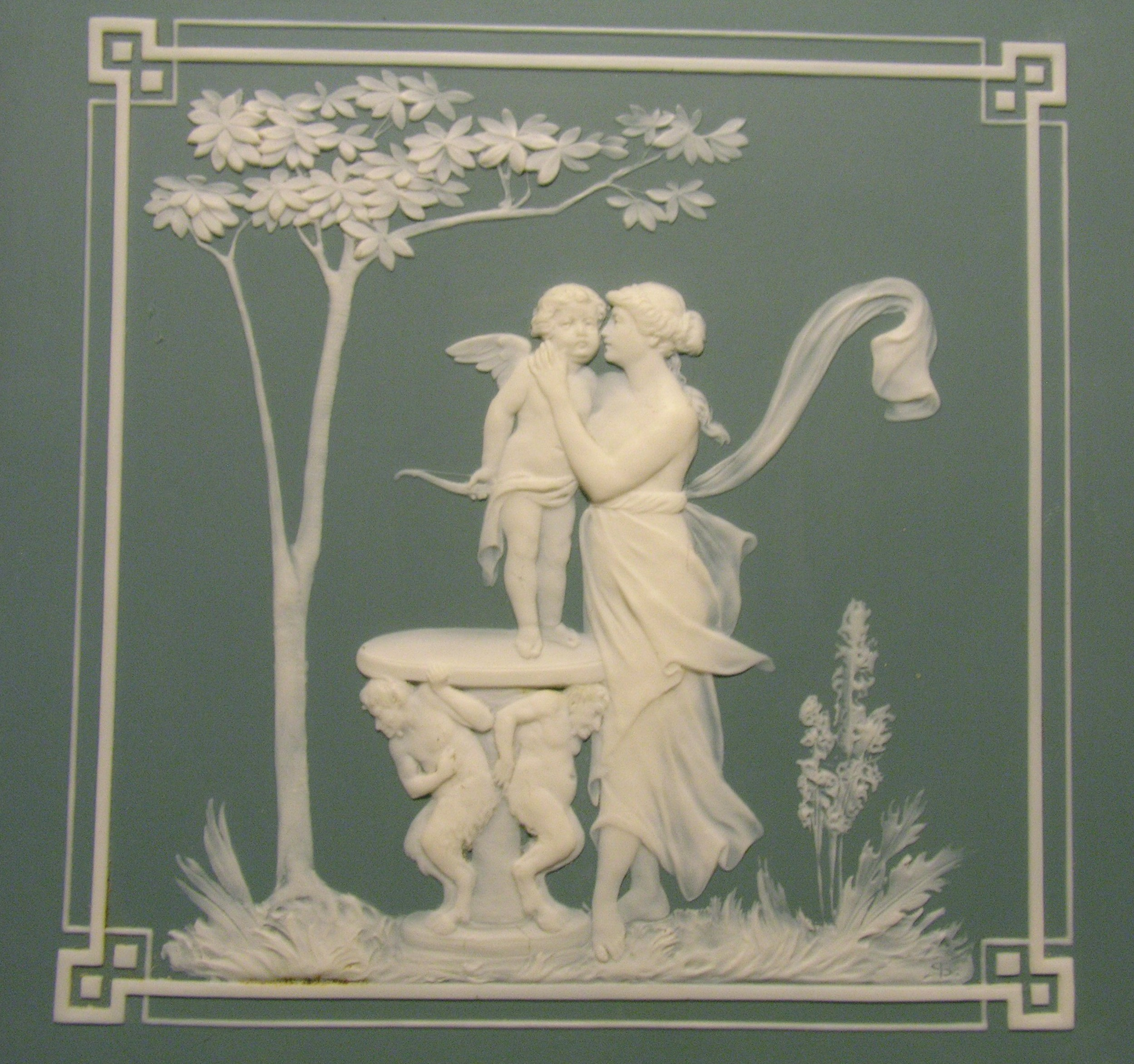
Phanolith-Platte auf der Höhe seines Schaffens
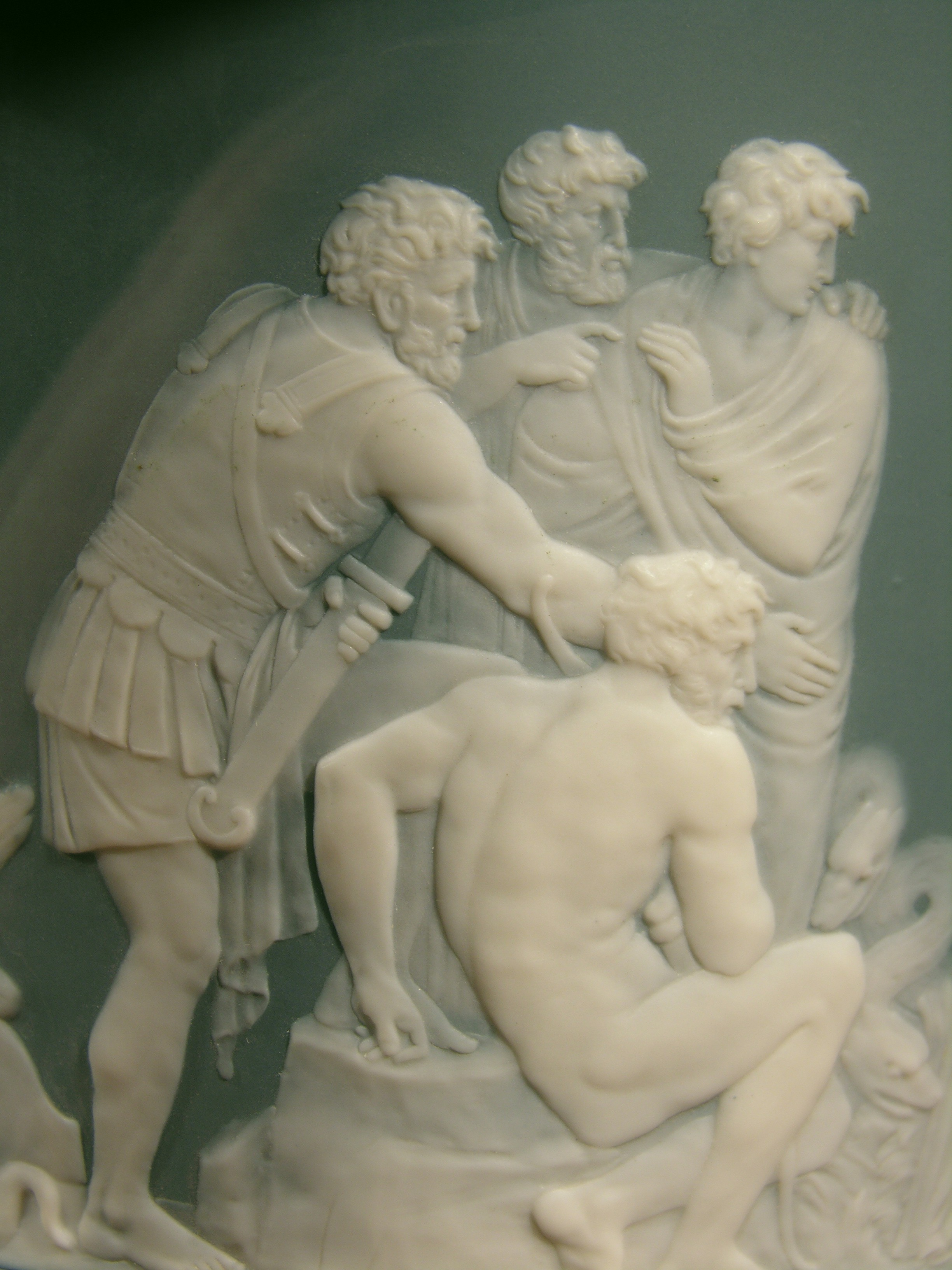
Ausschnitt eines großen Pokals
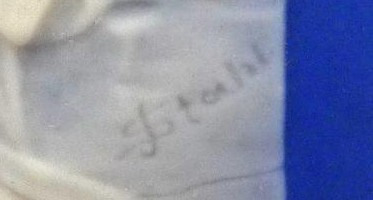
Volle Signatur „JStahl“
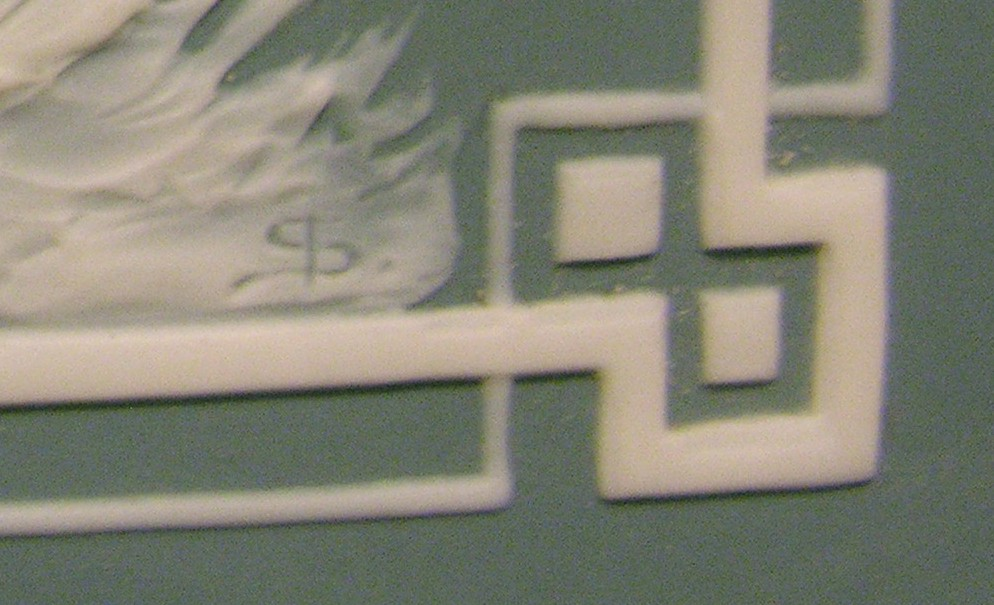
Kurze Signatur „Trugbild“
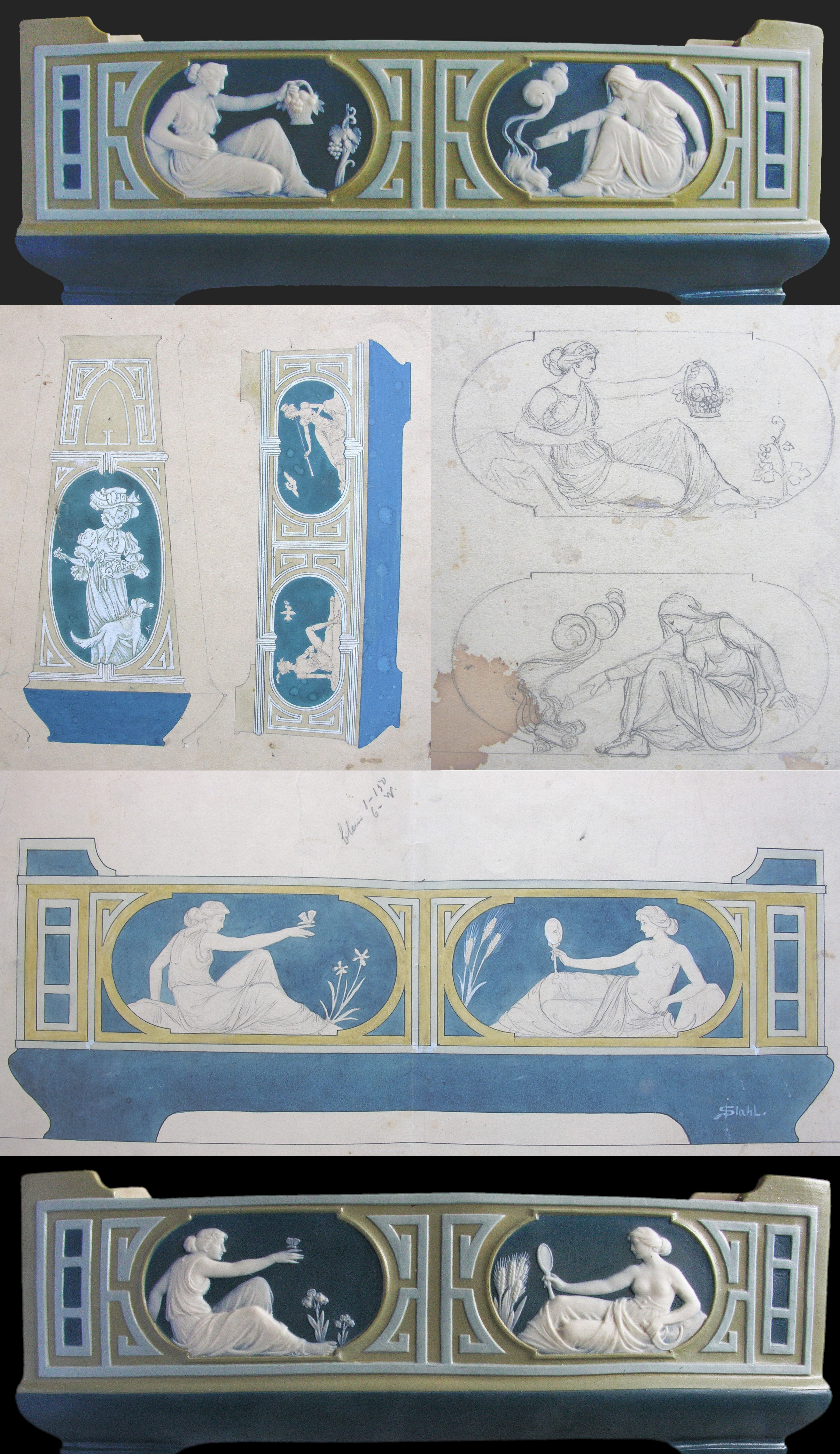
Original der Werkstattsreinzeichnung einer Phanolith-Jardiniere
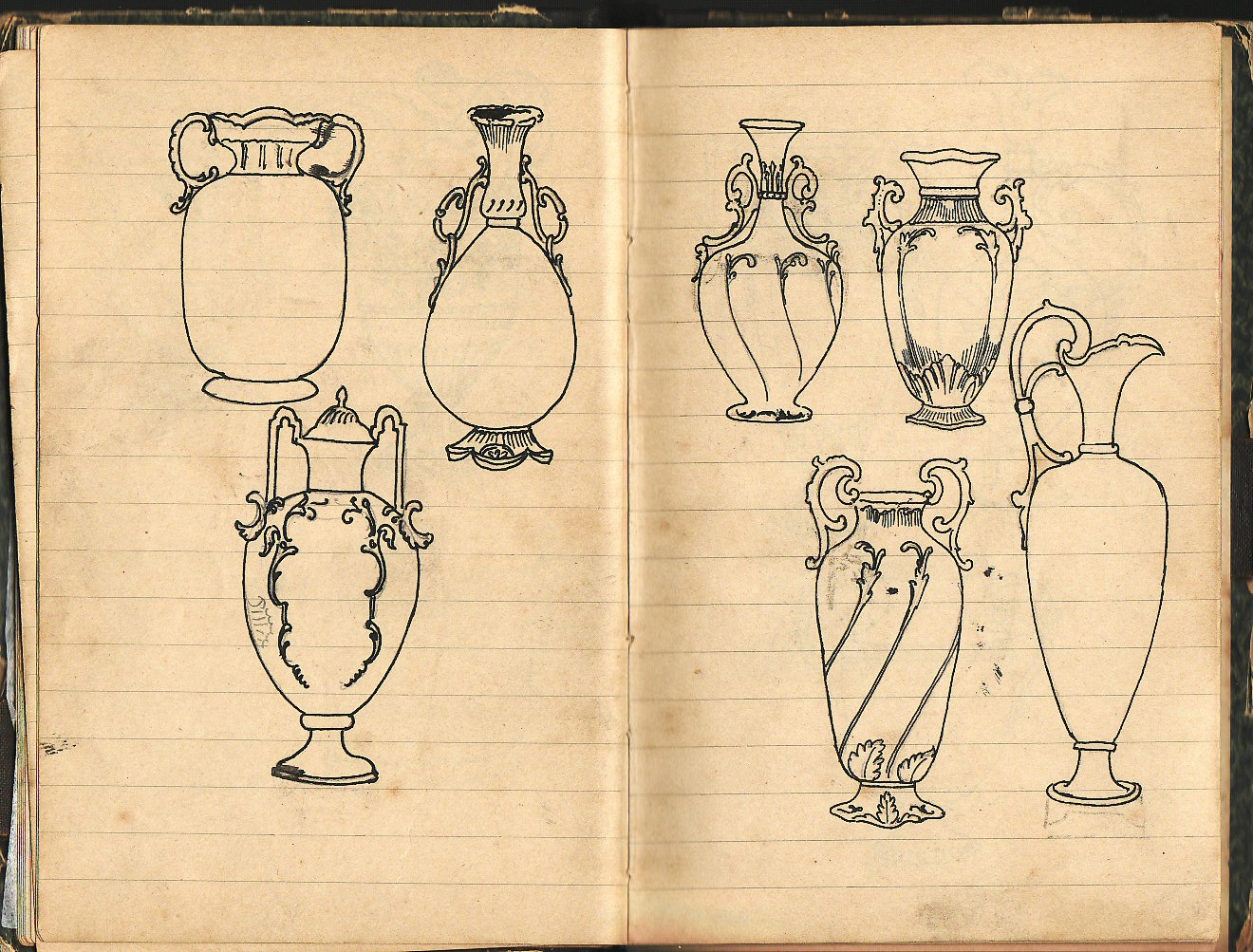
Vasen aus dem Straßburger Skizzenbuch von 1894
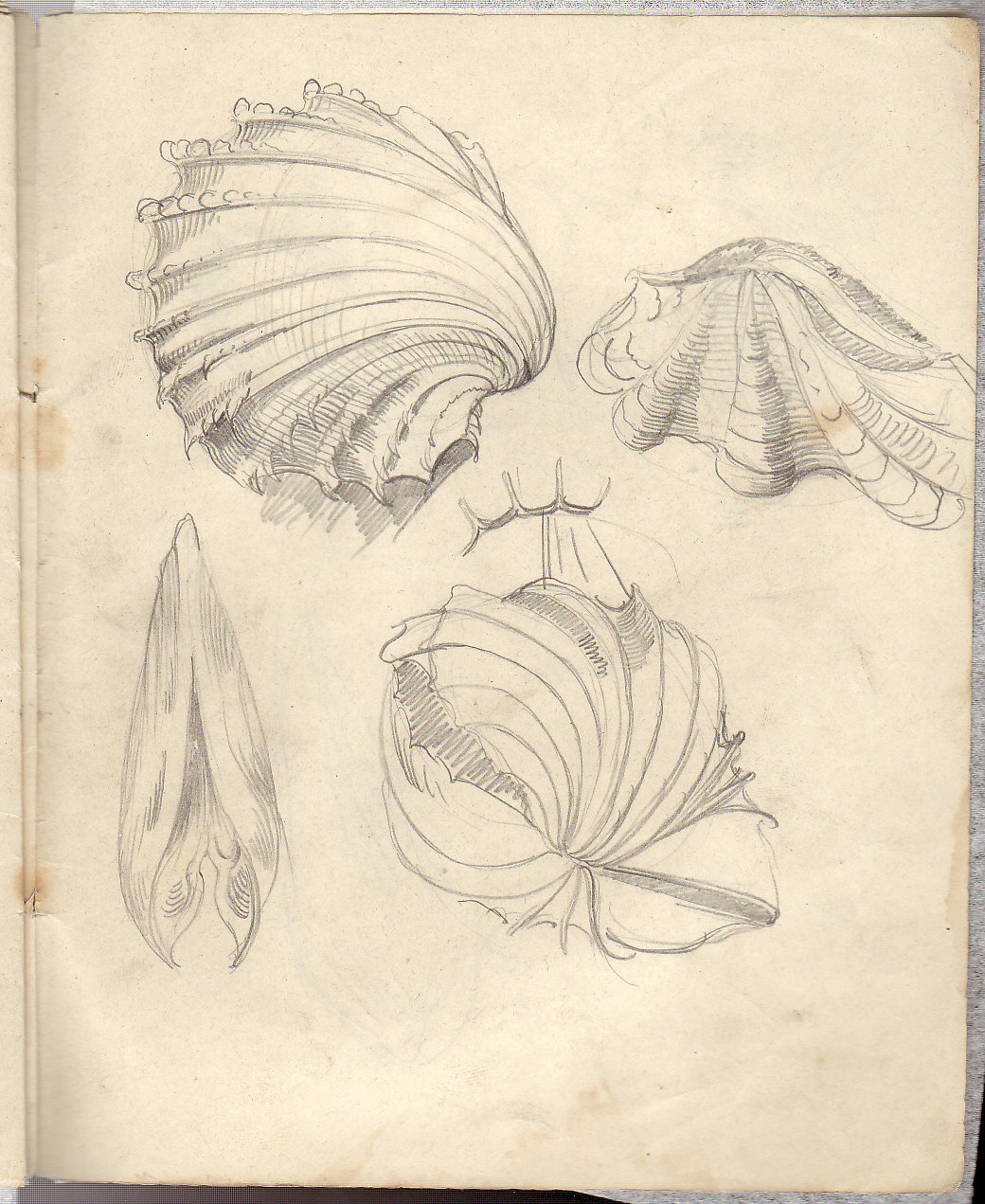
Muscheln aus einem zweiten Skizzenbuch um 1900

## Rezeption
Am 10. November 2019 wurde eine Folge der Sendung Lieb & Teuer des NDR ausgestrahlt, die von Janin Ullmann moderiert und im Schloss Reinbek gedreht wurde. Darin wurde mit dem Kunsthistoriker Wilhelm Hornbostel ein Wandbild aus Phanolith besprochen, das einen Mädchenkopf zeigt, von Johann Baptist Stahl entworfen wurde und in der Manufaktur Villeroy und Boch in Mettlach um 1900 entstand.